# Laser communication in space

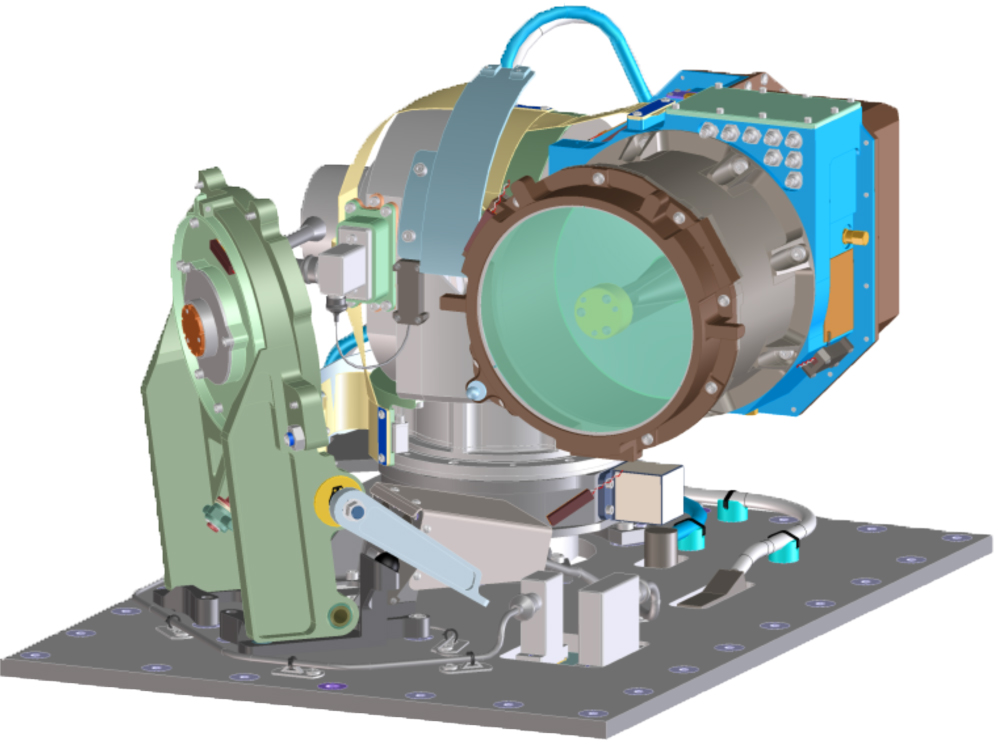
Representación por computadora del módulo óptico de demostración de comunicación láser lunar de LADEE.

La Laser communication in space (en castellano comunicación láser en el espacio) es un modo de comunicación óptica por el espacio libre en el espacio exterior.
En el espacio exterior, el rango de comunicación mediante la comunicación óptica por el espacio libre actualmente abarca el orden de varios miles de kilómetros, adecuado para la comunicación entre satélites. También tiene el potencial de alcanzar distancias interplanetarias de millones de kilómetros, utilizando telescopios ópticos como expansores de haz.

## Demostraciones y pruebas

### 1991-2000
En el año 1992, la sonda Galileo probó de manera exitosa la detección unidireccional de la luz láser de la Tierra, ya que fueron observados dos láseres con base en tierra desde 6 millones de kilómetros por la sonda.

### 2001-2010
En noviembre de 2001, la primera conexión de datos en el mundo mediante el sistema láser en el espacio, fue lograda por el satélite Artemis de la Agencia Espacial Europea (ESA), proporcionando un enlace de transmisión de datos ópticos con el satélite de observación de terrestre SPOT 4 del Centro Nacional de Estudios Espaciales (CNES).
En mayo de 2005, el altímetro láser instalado a bordo de la sonda espacial MESSENGER que iba rumbo al planeta Mercurio estableció un nuevo récord de distancia en la comunicación de dos vías. Este láser de neodimio infrarrojo bombeado por diodo, diseñado como altímetro láser para la misión de orbitar Mercurio, pudo comunicarse a una distancia de 24 millones de kilómetros (15 millones de millas), mientras la nave se acercaba a la Tierra durante un sobrevuelo.
En el año 2008, la ESA utilizó tecnología de comunicación láser diseñada para transmitir 1,8 Gbit/s hasta 45,000 km, la distancia existente entre órbitas LEO-GEO. El terminal fue probado con éxito utilizando el satélite radar alemán TerraSAR-X y el satélite de nacionalidad estadounidense NFIRE. Ambos terminales eran del tipo Laser Communication Terminals (LCT - en castellano "terminales de comunicación láser"), que fueron utilizados durante estas pruebas se construyeron por la empresa alemana Tesat-Spacecom en cooperación con el Centro Aeroespacial Alemán (German Aerospace Center-DLR).

## Otras lecturas
- David G. Aviv (2006): Laser Space Communications, ARTECH HOUSE. ISBN 1-59693-028-4.

- Datos: Q15844817
- Multimedia: Laser communication in space / Q15844817